# ICEYE
ICEYE — финская аэрокосмическая компания.

## Общие сведения
Компания ICEYE была основана в 2014 году как дочернее предприятие радиотехнологического факультета Университета Аалто и базируется в Эспоо. Специализируется на разработке и производстве микроспутников. Основателями ICEYE  являются Пекка Лаурила и Рафал Моджевский. 
В 2015 году компания ICEYE продемонстрировала, что радар с синтезированной апертурой (РСА) может использоваться для мониторинга опасных ледовых объектов, таких как паковый лед.
Технология РСА превосходит оптические приборы в том, что оно позволяет получить качественные изображения в любое время и при любых погодных условиях, даже в темноте и в пасмурную погоду. Дополнительные преимущества заключаются в высокой частоте и своевременности получения спутниковых изображений, что идеально подходит для обнаружения объектов, отслеживания целей, мониторинга активности и многого другого.
В августе 2017 года ICEYE привлек 13 миллионов долларов США капитала, в том числе от Финского агентства по финансированию инноваций.
В 2019 году основатели ICEYE и сотрудники Aalto были удостоены награды Finnish Engineering Award за достижение в финских космических технологиях.
Аббревиатура ICEYE расшифровывается как «Ледяной глаз».

## Деятельность
12 января 2018 года ракета PSLV-XL доставила ICEYE-X1 на орбиту. ICEYE-X1 был первым спутником весом менее 100 кг, оснащенным радаром с синтезированной апертурой, и первым финским коммерческим спутником.
Второй спутник ICEYE-X2 был запущен на орбиту 3 декабря 2018 года  ракетой SpaceX Falcon 9 Block 5.
Третий спутник ICEYE-X3 был запущен 5 мая 2019 года на ракете Electron. Запуск был проведен в рамках миссии STP-27RD Программы космических испытаний Командования космической и противоракетной обороны США, которое спонсировало запуск.
Четвертый и пятый спутники ICEYE-X4 и ICEYE-X5 были запущены 5 июля 2019 года ракетой «Союз-2-1б» с космодрома Восточный.
Следующий пуск состоялся 28 сентября 2020 года с космического корабля "Союз-2-1в" с космодрома Плесецк. На орбиту вышли спутники ICEYE-X6 и ICEYE-X7.
24 января 2021 года три новых спутника (ICEYE-X8, ICEYE-X9 и ICEYE-X10) были запущены с мыса Канаверал на ракете Falcon 9 Flight 106.
ICEYE планирует создать спутниковую группировку из 18 микроспутников, оснащенных радарами с синтезированной апертурой, в сотрудничестве с Европейским космическим агентством.
Компания максимально использует коммерчески доступные готовые компоненты, несмотря на повышенный риск аппаратного сбоя.
Спутники компании делают фото земной поверхности с разрешением менее 1 метра.
С момента основания компании в Финляндии в 2014 году Iceye открыла офисы в Польше, Великобритании и США. В 2020 году компания начала оценивать возможные места размещения производственной площадки в США.
18 августа 2022 года продала один спутник ВСУ. Спутник для ВСУ купил Сергей Притула на деньги, собранные ранее на Байрактары.